# Olona albistrigella
Olona albistrigella är en fjärilsart som beskrevs av Pieter Cornelius Tobias Snellen 1900. Olona albistrigella ingår i släktet Olona och familjen snigelspinnare. Inga underarter finns listade i Catalogue of Life.